# Saint-Georges-d'Orques
Saint-Georges-d'Orques è un comune francese di 5 343 abitanti situato nel dipartimento dell'Hérault nella regione dell'Occitania.

## Società

### Evoluzione demografica
Abitanti censiti